# Ебермансдорф
Ебермансдорф (њем. Ebermannsdorf) општина је у њемачкој савезној држави Баварска. Једно је од 27 општинских средишта округа Амберг-Зулцбах. Према процјени из 2010. у општини је живјело 2.472 становника. Посједује регионалну шифру (AGS) 9371118.

## Географски и демографски подаци
Ебермансдорф се налази у савезној држави Баварска у округу Амберг-Зулцбах. Општина се налази на надморској висини од 396 метара. Површина општине износи 45,4 km². У самом мјесту је, према процјени из 2010. године, живјело 2.472 становника. Просјечна густина становништва износи 54 становника/km².